# Heminothrus reductus
Heminothrus reductus är en kvalsterart som först beskrevs av J. och P. Balogh 1986.  Heminothrus reductus ingår i släktet Heminothrus och familjen Camisiidae. Inga underarter finns listade i Catalogue of Life.